# Tuskegeejski letalci
Tuskegeejski letálci [taskígijski ~] (angleško Tuskegee Airmen) so bili skupina večinoma afroameriških vojaških pilotov (lovskih letal in bombnikov), ki so se borili med 2. svetovno vojno. Tvorili so 332. lovsko skupino in 447. srednje-bombniško skupino Vojnega letalstva Kopenske vojske ZDA (USAAF). Ime se nanaša tudi na navigatorje, bombardirje, mehanike, inštruktorje, poveljnike posadk, medicinske sestre, kuharje in drugo podporno osebje. Tuskegeejski letalci so prejeli pohvale za svoje odlične bojne rezultate, ki so si jih prislužili med zaščito ameriških bombnikov pred sovražnimi lovci. Skupina je prejela tri odlične navedbe enote.
Vsi temnopolti vojaški piloti, ki so se usposabljali v ZDA, so se usposabljali na Griel Fieldu, Kennedy Fieldu, Moton Fieldu, Shorter Fieldu in Tuskegee Army Air Fieldsu. Izobraževali so se na Inštitutu Tuskegee (sedaj Univerza Tuskegee), ki se nahaja blizu Tuskegeeja v Alabami. Od 922 pilotov je bilo pet Haitijcev iz Vojnega letalstva Haitija in en pilot s Trinidada. Vključeval je tudi španskega ali latinoameriškega letalca, rojenega v Dominikanski republiki.
99. zasledovalna eskadrilja (kasneje 99. lovska eskadrilja) je bila prva temnopolta letalska eskadrilja in prva, ki so jo napotili v tujino (v Severno Afriko aprila 1943 in kasneje na Sicilijo in druge dele Italije). 332. lovska skupina, ki je prvotno vključevala 100., 301. in 302. lovsko eskadriljo, je bila prva temnopolta letalska skupina. V Italijo so jo napotili v začetku leta 1944. Čeprav se je 477. bombniška skupina urila s srednjimi bombniki North American B-25 Mitchell, ti z njo nikoli niso sodelovali v boju. Junija 1944 je 332. lovska skupina začela izvajati spremljevalne misije težkih bombnikov in julija 1944, z dodatkom 99. lovske eskadrilje, je imela štiri lovske eskadrilje.
99. lovska eskadrilja je bila sprva opremljena z lovsko-bombniškimi letali Curtiss P-40 Warhawk. 332. lovska skupina in njene 100., 301. in 302. lovska eskadrilja so bile opremljene za začetne bojne misije z letali Bell P-39 Airacobra (marec 1944), kasneje z Republic P-47 Thunderbolt (junij–julij 1944) in končno z letalom, s katerim so postali najpogosteje povezani, North American P-51 Mustang (julij 1944). Ko so piloti 332. lovske skupine pobarvali repe svojih letal P-47 rdeče, je nastal vzdevek »Rdeči repi« (Red Tails). Rdeče oznake, ki so odlikovale tuskegeejske letalce, so vključevale rdeče pasove na nosu P-51 in rdeče repe – Mustangi P-51B, C in D so leteli v podobnih barvnih shemah, z rdečimi vrtavkami propelerjev, rumenimi trakovi na krilih in popolnoma rdečimi površinami repov.
Tuskegeejski letalci so bili prvi afroameriški vojaški letalci v Oboroženih silah ZDA. Med 2. svetovno vojno so za temnopolte Američane v številnih zveznih državah še vedno veljali zakoni Jima Crowa in ameriška vojska je bila rasno ločena, tako kot velik del zvezne vlade. Tuskegeejski letalci so bili izpostavljeni rasni diskriminaciji, tako v vojski kot zunaj nje.

## Zgodovina

### Izvori

#### Ozadje
Pred tuskegeejskimi letalci noben Afroameričan ni bil vojaški pilot ZDA. Leta 1917 so Afroameričani poskušali postati opazovalci iz zraka, a so jih zavrnili. Afroameričan Eugene Bullard je med 1. svetovno vojno služil v francoskem vojnem letalstvu, ker mu niso dovolili služiti v ameriški enoti. Zaradi tega se je vrnil na pehotno dolžnost pri Francozih.
Rasno motivirane zavrnitve afroameriških nabornikov iz 1. svetovne vojne so sprožile več kot dve desetletji zagovarjanja Afroameričanov, ki so se želeli prijaviti in izuriti za vojaške pilote. Prizadevanja so vodili tako ugledni voditelji državljanskih pravic, kot so Walter White iz Nacionalnega združenja za napredek temnopoltih (NAACP), sindikalni vodja Asa Philip Randolph in sodnik William Henry Hastie. Končno je ameriški kongres 3. aprila 1939 sprejel Zakon o odobritvah javnega prava 18, ki je vseboval amandma senatorja Harryja H. Schwartza o določitvi sredstev za usposabljanje afroameriških pilotov. Vojno ministrstvo je uspelo denar vložiti v sklade civilnih letalskih šol, ki so bile pripravljene usposabljati temnopolte Američane.
Tradicija in politika Vojnega ministrstva sta zahtevali ločevanje Afroameričanov v ločene vojaške enote z belimi častniki, kot so prej storili z 9. konjeniškim, 10. konjeniškim, 24. pehotnim in 25. pehotnim polkom. Ko je dodelitev sredstev za letalsko usposabljanje ustvarila priložnosti za kadete pilote, je njihovo število zmanjšalo sezname teh starejših enot.:19 Leta 1941 sta Vojno ministrstvo in Zračni korpus Kopenske vojske (USAAC) pod pritiskom – tri mesece pred preoblikovanjem v USAAF – sestavila prvo popolnoma temnopolto letalsko enoto, 99. zasledovalno eskadriljo.
Zaradi restriktivne narave izbirne politike se položaj za Afroameričane ni zdel obetaven, saj je leta 1940 ameriški urad za popis prebivalstva poročal, da je bilo v državi le 124 afroameriških pilotov.:25 Politika izključevanja je dramatično propadla, ko je Zračni korpus prejel obilico vlog moških, ki so izpolnjevali pogoje, tudi v skladu z omejevalnimi zahtevami. Mnogi kandidati so že sodelovali v Programu usposabljanja civilnih pilotov (CPTP), ki so ga predstavili konec decembra 1938. Univerza Tuskegee je sodelovala od leta 1939.

#### Usposabljanje
Zračni korpus Kopenske vojske je ustanovil Psihološko raziskovalno skupino 1 na Maxwell Army Air Fieldu, v Montgomeryju v Alabami in druge enote po državi za usposabljanje letalskih kadetov, ki je vključevalo identifikacijo, selekcijo, izobraževanje in usposabljanje pilotov, navigatorjev in bombardirjev. Psihologi, zaposleni v teh raziskovalnih študijah in programih usposabljanja, so uporabili nekaj prvih standardiziranih testov za kvantificiranje IQ, spretnosti in vodstvenih značilnosti, da bi izbrali in usposobili osebje, ki je najbolj primerno za vloge bombardirja, navigatorja in pilota. Zračni korpus je določil, da bodo obstoječi programi uporabljeni za vse enote, vključno z enotami za temnopolte. V Tuskegeeju se je to prizadevanje nadaljevalo z izbiro in usposabljanjem tuskegeejskih letalcev. Vojno ministrstvo je vzpostavilo sistem, ki je sprejemal samo tiste z ravnjo letalnih izkušenj ali visokošolsko izobrazbo, kar je zagotavljalo, da so se lahko pridružili samo najsposobnejši in najinteligentnejši afroameriški kandidati.
Letalec poročnik Coleman Young, kasneje prvi afroameriški župan Detroita je Studsu Terkelu o procesu povedal:
Postavili so tako visoke standarde, da smo pravzaprav postali elitna skupina. Pregledali so nas in super pregledali. Bili smo nedvomno najpametnejši in fizično najbolj sposobni mladi črnci v državi. Bili smo super boljši zaradi iracionalnih zakonov Jima Crowa. Ne moreš zbrati toliko inteligentnih mladih ljudi in jih usposabljati kot borce ter pričakovati, da se bodo ležerno prevračali, ko jih boš poskušal prejebati, kajne? (Smeh.)

#### Polet prve dame
Nadobudni program letenja v Tuskegeeju je dobil pospešek v javnosti, ko ga je 29. marca 1941 pregledala prva dama Eleanor Roosevelt in 11. aprila letela z afroameriškim glavnim civilnim inštruktorjem C. Alfredom »Chiefom« Andersonom. Anderson, ki je letel od leta 1929 in je bil odgovoren za usposabljanje na tisoče pilotov novincev, je svojo prestižno potnico navkljub pomislekov njenih varnostnikov popeljal na nenačrtovani polurni let v letalu Piper J-3 Cub. Po pristanku je veselo sporočila: »No, saj znaš leteti v redu.« Do tedaj noben temnopolti še nikoli ni letel za Zračni korpus. Brez dvoma je bila njena izkušnja spodbuda za Rooseveltovo administracijo, ki je pravkar ustanovila Eksperiment tuskegeejskih letalcev, da bi raziskala, ali je možno usposobiti temnopolte pilote za vojaško službo. Anderson je nadaljeval z usposabljanjem drugih slavnih pionirjev vojaškega letalstva, kot sta generala Benjamin Oliver Davis mlajši in Daniel »Chappie« James mlajši.
Poznejši prenapeti odziv zaradi poleta prve dame je imel tako velik vpliv, da se pogosto napačno navaja kot začetek CPTP v Tuskegeeju, čeprav je bil program star že pet mesecev. Eleanor Roosevelt je izkoristila svoj položaj skrbnice sklada Juliusa Rosenwalda, da je uredila posojilo v višini 175.000 dolarjev za pomoč pri financiranju izgradnje Moton Fielda.

### Formiranje
22. marca 1941 so aktivirali 99. zasledovalno eskadriljo brez pilotov na Chanute Fieldu v Rantoulu v Illinoisu.
Kader 14 temnopoltih podčastnikov iz 24. in 25. pehotnega polka so poslali v Chanute Field, da bi pomagal pri upravljanju in nadzoru pripravnikov. Belega častnika, stotnika Kopenske vojske Harolda R. Madduxa, so dodelili za prvega poveljnika 99. lovske eskadrilje.
Skupina 271 nabornikov se je marca 1941 začela usposabljati za zemeljsko podporo letal na Chanute Fieldu, dokler jih niso julija 1941 premestili v opororišča v Alabami. Veščine, ki so jih učili, so bile tako tehnične, da se je ustanovitev ločenih razredov zdela nemogoča. To majhno število nabornikov je postalo jedro drugih temnopoltih eskadrilj, ki so se oblikovale na Tuskegee Army Fields v Alabami.
Medtem ko so se naborniki usposabljali, so pet temnopoltih mladih sprejeli v Šolo za usposabljanje častnikov (OTS) v Chanute Fieldu kot letalske kadete. Elmer D. Jones, Dudley Stevenson in James Johnson iz Washingtona, DC; Nelson Brooks iz Illinoisa in William R. Thompson iz Pittsburgha, Pensilvanija so uspešno zaključili OTS in so jih imenovali za prve temnopolte častnike Zračnega korpusa Kopenske vojske.
Junija 1941 so 99. zasledovalno eskadriljo premestili v Tuskegee v Alabami in je ostala edina temnopolta letalska enota v državi, vendar je bila še brez pilotov. Slavni letalci so se dejansko usposabljali na petih letališčih, ki obkrožajo Univerzo Tuskegee (prej Inštitut Tuskegee) – Griel, Kennedy, Moton, Shorter in Tuskegee Army Air Fields. Letalsko enoto je sestavljalo 47 častnikov in 429 vojakov, podpirala pa jo je celotna vojaška enota. 19. julija 1941 je trinajst posameznikov sestavljalo prvo klaso letalskih kadetov (42-C), ko so vstopili v predpoletno usposabljanje na Inštitutu Tuskegee. Po osnovnem usposabljanju v Moton Fieldu so jih preselili na bližnje vojaško letališče Tuskegee Army Air Field, približno 10 milj (16 km) zahodno, za preusmeritveno usposabljanje v operativne vrste. Posledično je vojaško letališče Tuskegee postalo edina instalacija Kopenske vojske, ki je izvajala tri faze usposabljanja pilotov (osnovno, napredno in prehodno) na eni lokaciji. Začetno načrtovanje je zahtevalo 500 osebja skupaj z nastanitvami.
Do sredine leta 1942 je bilo več kot šestkrat toliko nameščenih v Tuskegeeju, čeprav sta se tam urili le dve eskadrilji.
Vojaško letališče Tuskegee je bilo podobno že obstoječim letališčem, rezerviranim za šolanje belih pilotov, kot je Maxwell Field, ki je bilo oddaljeno le 40 milj (64 km). Za pogodbo je bil zadolžen afroameriški izvajalec McKissack and McKissack, Inc.. 2000 delavcev tega podjetja, agencija Works Progress Administration iz Alabame in Kopenska vojska so zgradili letališče v samo šestih mesecih. Stroške za gradnjo so predvideli v znesku 1.663.057 dolarjev. Poveljstvo letalcev je prevzel stotnik Benjamin Davis mlajši, eden od samo dveh častnikov črne linije, ki sta služila tedaj.
Med usposabljanjem je letališču Tuskegee Army Air Field prvi poveljeval major James A. Ellison. Ellison je naredil velik napredek pri organizaciji gradnje objektov, potrebnih za vojaški program v Tuskegeeju. Vendar so ga 12. januarja 1942 premestili, domnevno zaradi njegovega vztrajanja, da imajo njegovi afroameriški stražarji in vojaška policija policijsko oblast nad krajevnimi belimi civilisti.
Njegov naslednik, polkovnik Frederick von Kimble, je nato nadziral operacije na letališču Tuskegee. V nasprotju z novimi vojaškimi predpisi je Kimble vzdrževal segregacijo na letališču v spoštovanju do krajevnih navad v zvezni državi Alabama, politiko, ki so mu jo letalci zamerili. Kasneje istega leta je Zračni korpus zamenjal Kimblea. Njegova zamenjava je bil direktor usposabljanja na vojaškem letališču Tuskegee, major Noel Francis Parrish. V nasprotju s prevladujočim rasizmom tistega časa je bil Parrish pravičen in odprt. Zaprosil je Washington, da dovoli tuskegeejskim letalcem služiti v boju.
Stroga rasna segregacija, ki jo je zahtevala ameriška vojska, je popustila pred zahtevami po kompleksnem usposabljanju v tehničnih poklicih. Tipičen proces je bil razvoj ločenih afroameriških letalskih kirurgov za podporo operacijam in usposabljanju tuskegeejskih letalcev. Pred formiranjem te enote noben letalski kirurg ameriške vojske ni bil temnopolt.
Usposabljanje Afroameričanov za letalske medicinske preiskovalce je potekalo prek dopisnih tečajev do leta 1943, ko so sprejeli dva temnopolta zdravnika na Šolo za letalsko medicino Kopenske vojske v Randolph Fieldu v Teksasu. To je bil eden najzgodnejših rasno integriranih tečajev v ameriški vojski. Sedemnajst letalskih kirurgov je služilo pri tuskegeejskih letalcih od leta 1941 do 1949. Tedaj je običajno trajanje dolžnosti letalskega kirurga ameriške vojske trajalo štiri leta. Šest od teh zdravnikov je živelo v terenskih razmerah med operacijami v Severni Afriki, na Siciliji in v drugih delih Italije. Glavni letalski kirurg tuskegeejskih letalcev je bil Vance Hunter Marchbanks mlajši, doktor medicine, prijatelj Benjamina Davisa mlajšega iz otroštva.
Kopičenje izčrpanih kadetov v Tuskegeeju in nagnjenost drugih poveljstev, da »se znebijo« afroameriškega osebja za delovno mesto, je poslabšalo težave pri upravljanju Tuskegeeja. Zaradi pomanjkanja služb zanje so ti vojaški možje ovirali stanovanjske in kuhinjske oddelke Tuskegeeja.
Izurjeni častniki so prav tako ostali brez dela, saj je načrt za premestitev afroameriških častnikov na poveljniška mesta zastal, beli častniki pa niso le še naprej poveljevali, temveč so se jim pridružili dodatni beli častniki, dodeljeni na to mesto. Eno od utemeljitev za nedodelitev usposobljenih afroameriških častnikov je navedel poveljujoči častnik Vojnega letalstva general Henry Harley »Hap« Arnold: »Črnskih pilotov ni mogoče uporabiti v naših sedanjih enotah Zračnega korpusa, ker bi to povzročilo, da bi črnski častniki služili nad belimi vojaki, kar bi ustvarjalo nemogoče družbene razmere.«

### Bojna dodelitev
99. eskadrilja je končno veljala za pripravljeno za bojno dolžnost aprila 1943. Iz Tuskegeeja je odpotovala 2. aprila, namenjena v Severno Afriko, kjer se je pridružila 33. lovski skupini in njenemu poveljniku, polkovniku Williamu Wallaceu Momyerju. Zaradi malo navodil pilotov, izkušenih v bojih, je bila prva bojna misija 99. eskadrilje napad na majhen strateški ognjeniški otok Pantelleria, s kodnim imenom Operacija Zamašek, v Sredozemskem morju, da bi očistili morske poti za zavezniško invazijo na Sicilijo julija 1943. Zračni napad na otok se je začel 30. maja 1943. 99. eskadrilja je letela svojo prvo bojno nalogo 2. junija. Predaja garnizije 11.121 Italijanov in 78 Nemcev zaradi zračnega napada je bila prva te vrste.
99. eskadrilja se je nato preselila na Sicilijo in za svojo uspešnost v boju prejela odlično navedbo enote (DUC).
Do konca februarja 1944 so popolnoma temnopolto 332. lovsko skupino poslali v tujino s tremi lovskimi eskadriljami: 100., 301. in 302.
Pod poveljstvom polkovnika Davisa mlajšega so eskadrilje premaknili na celinsko Italijo, kjer se jim je 6. junija pridružila 99. lovska eskadrilja, ki je bila skupini dodeljena 1. maja 1944, na Letališču Ramitelli, devet kilometrov jugovzhodno od majhnega mesta Campomarino, na jadranski obali. Iz Ramitellija je 332. lovska skupina spremljala težke strateške bombne napade Petnajste zračne sile na Češkoslovaško, v Avstrijo, Madžarsko, Poljsko in Nemčijo.
Leteče spremstvo za težke bombnike je 332. lovski skupini prislužilo impresiven bojni rekord. Zavezniki so te letalce poimenovali »Rdeči repi« (Red Tails) ali »Rdečerepi angeli« (Red-Tail Angels), zaradi značilne karminske identifikacijske oznake enote, ki je bila večinoma uporabljena na repnem delu letala enote.
477. bombniško skupino B-25 so formirali v ZDA, vendar ni mogla dokončati svojega usposabljanja pravočasno, da bi videla boje. 99. lovska eskadrilja je po vrnitvi v ZDA postala del 477., preimenovane v 477. sestavljeno skupino.

#### Aktivne zračne enote
Edini temnopolti zračni enoti, ki sta se med vojno bojevali, sta bili 99. zasledovalna eskadrilja in 332. lovska skupina. Misije strmoglavnega bombardiranja in obstreljevanja pod poveljstvom podpolkovnika Davisa mlajšega so veljale za zelo uspešne.
Maja 1942 so 99. zasledovalno eskadriljo preimenovali v 99. lovsko eskadriljo. Med 2. svetovno vojno si je prislužila tri odlične navedbe enote. DUC so bili namenjeni operacijam nad Sicilijo od 30. maja do 11. junija 1943, samostanskim hribom blizu Cassina od 12. do 14. maja 1944 in za uspešen boj proti nemškim reaktivnim letalom 24. marca 1945. Misija je bila najdaljša misija spremstva bombnikov Petnajste zračne sile skozi vso vojno. 332. lovska skupina je letela na misijah na Siciliji, Anziu, Normandiji, Porenju, Padski nižini in Rimu-Arnu ter drugih. Piloti 99. lovske eskadrilje so enkrat postavili rekord v uničenju petih sovražnih letal v manj kot štirih minutah.
Tuskegeejski letalci so v enem dnevu sestrelili tri nemška reaktivna letala. 24. marca 1945 je 43 P-51 Mustangov pod vodstvom polkovnika Davisa mlajšega spremljalo bombnike B-17 več kot 1600 milj (2600 km) v Nemčijo in nazaj. Cilj bombnikov, ogromno tovarno tankov Daimler-Benz v Berlinu, so močno branila letala Luftwaffe, vključno s propelerskimi letali Fw 190, raketnimi lovci Me 163 Komet in 25-imi veliko bolj mogočnimi Me 262, zgodovinskimi prvimi operativnimi reaktivnimi lovci. Piloti Charles Brantley, Earl Lane in Roscoe Concling Brown mlajši so tistega dne sestrelili nemška reaktivna letala nad Berlinom. Za to misijo si je 332. lovska skupina prislužila priznanje DUC.
Piloti 332. lovske skupine so si prislužili 96 križcev za letalske zasluge. Njihove misije so jih vodile nad Italijo in dele Srednje in Južne Evrope, ki so jih okupirali sovražniki. Njihova operativna letala so bila: lovska letala Curtiss P-40 Warhawk, Bell P-39 Airacobra, Republic P-47 Thunderbolt in North American P-51 Mustang.
Po koncu sovražnosti v Evropi maja 1945 so 332. lovsko skupino prerazporedili v 305. bombniško krilo, da bi se pripravila na premik v tihomorsko prizorišče in sodelovanje v boju proti Japonski. Z jedrskim bombardiranjem Hirošime in Nagasakija ter koncem vojne je to postalo nepotrebno in 332. lovska skupina se je vrnila v ZDA. Dodelili so jo Campu Kilmer v osrednjem New Jerseyju, kjer so jo 19. oktobra 1945 deaktivirali.

### Bombniške enote tuskegeejskih letalcev

#### Formiranje
Z uspešnim urjenjem afroameriških lovskih pilotov je Vojno letalstvo Kopenske vojske prišlo pod politični pritisk NAACP in drugih organizacij za državljanske pravice, da organizira bombniško enoto. Nobenega zagovorljivega argumenta ni bilo, da delež 100 afroameriških pilotov, ki se usposabljajo naenkrat, ali 200 na leto od skupno 60.000 ameriških letalskih kadetov na letnem usposabljanju, predstavlja potencial vojne službe 13 milijonov Afroameričanov.
13. maja 1943 so ustanovili 616. bombniško eskadriljo kot prvo podrejeno eskadriljo 477. bombniški skupini, popolnoma beli skupini. Eskadriljo so aktivirali 1. julija 1943, nato pa so jo deaktivirali 15. avgusta 1943. Do septembra 1943 je število izčrpanih kadetov v oporišču naraslo na 286, le malo jih je delalo. Januarja 1944 so ponovno aktivirali 477. bombniško skupino – popolnoma temnopolto skupino. Tedaj je običajni cikel usposabljanja za bomniško skupino trajal tri do štiri mesece.
477. bombniška skupina je sčasoma vsebovala štiri eskadrilje srednjih bombnikov. Enota naj bi obsegala 1200 častnikov in vojakov, upravljala pa 60 bombnikov North American B-25 Mitchell. Vključevala bi še tri bombniške eskadrilje – 617. bombniško eskadriljo, 618. bombniško eskadriljo in 619. bombniško eskadriljo. Predvideli so, da bo 477. bombniška skupina pripravljena za boje novembra 1944.
Domače letališče za 477. bombniško skupino je bilo Selfridge Field, ki se nahaja zunaj Detroita, z napadi na Oscoda Army Air Field v Oscodi, Michigan. Vendar pa bi druga oporišča uporabljali za različne vrste tečajev usposabljanja. Usposabljanje pilotov za dvomotorna letala se je začelo v Tuskegeeju, prehod na usposabljanje za pilote z več motorji pa je potekal v Mather Fieldu v Kaliforniji. Nekatere kopenske ekipe so se usposabljale pri Matherju, preden so se preusmerile v Inglewood v Kaliforniji. Strelci so se naučili streljati v Eglin Fieldu na Floridi. Navigatorji bombnikov so se učili na Hondo Army Air Fieldu in Midland Air Fieldu v Teksasu ali v Roswellu v Novi Mehiki. Usposabljanje novih afroameriških članov posadke je potekalo tudi v Sioux Fallsu v Južni Dakoti, Lincolnu v Nebraski in Scott Fieldu blizu Bellevillea v Illinoisu. Ko so se usposobili, so se letalske in kopenske posadke združile v delovno enoto v Selfridgeu..

#### Težave pri poveljevanju
Prvi poveljujoči častnik nove skupine je bil polkovnik Robert Selway, ki je poveljeval tudi 332. lovski skupini, preden so jo napotili v boj v tujini. Tako kot njegov častnik, generalmajor Frank O'Driscoll Hunter iz Georgie, je bil Selway zagovornik rasne segregacije. Hunter je bil glede tega odkrit in je rekel, da »... bo prišlo do rasnih trenj, če se temnopolti in beli piloti usposabljajo skupaj.« Podprl je Selwayeve kršitve Vojaške uredbe 210–10, ki je prepovedovala ločevanje objektov v letalskih oporiščih. Prostore oporišč so tako temeljito ločili, da so v gledališču oporišča celo potegnili črto in odredili ločene sedeže po rasah. Ko je občinstvo sedelo v naključnih vzorcih kot del »Operacije Šahovnica«, so film ustavili, da bi se moški vrnili na ločene sedeže. Afroameriški častniki so zaprosili poveljnika oporišča Williama Boyda za dostop do edinega častniškega kluba v oporišču. Poročnik Milton Henry je vstopil v klub in osebno zahteval svoje klubske pravice. Zaradi tega so ga obsodili na vojaško sodišče.
Kasneje je polkovnik Boyd Afroameričanom odrekel klubske pravice, čeprav je general Hunter vskočil in obljubil, da bo za temnopolte letalce zgrajen ločen, a enakopraven klub. 477. bombniško skupino so premestili v Godman Field v Kentuckyju, preden so klub zgradili. V Selfridgeu so preživeli pet mesecev, vendar so se znašli v oporišču, ki je bil le delček velikosti Selfridgea, brez strelskega dosega zrak-zemlja in propadajočih vzletno-pristajalnih stez, ki so bile prekratke za pristajanje B-25. Polkovnik Selway je drugič prevzel vlogo poveljujočega častnika Godman Fielda. V tej vlogi je odstopil častniški klub Godman Field afroameriškim letalcem. Beli častniki so uporabljali samo za belske klube v bližnjem Fort Knoxu, na veliko nezadovoljstvo afroameriških častnikov.
Druga vznemirljiva stvar je bila za afroameriške častnike poklicna. Opazili so stalen pretok belih častnikov prek poveljniških položajev skupine in eskadrilj. Ti častniki so ostali ravno toliko časa, da so lahko »napredovali«, preden so prestopili v svoj novi čin. Zdelo se je, da je to trajalo približno štiri mesece. V skrajnem primeru so 22-letnega Roberta Matterna povišali v stotnika, premestili v poveljstvo eskadrilje 477. bombniške skupine nekaj dni kasneje in nato je zapustil skupino mesec dni kasneje kot major. Zamenjal ga je drug beli častnik. Medtem noben tuskegeejski letalec ni poveljeval.
15. marca 1945 so 477. bombniško skupino premestili v Freeman Field blizu Seymourja v Indiani. Belo prebivalstvo Freeman Fielda je štelo 250 častnikov in 600 vojakov. Nad njimi je bilo 400 afroameriških častnikov in 2500 vojakov 477. bombniške skupine in njenih povezanih enot. Freeman Field je imel strelišče, uporabne vzletno-pristajalne steze in druge pripomočke, uporabne za usposabljanje. Afroameriški letalci so delali v bližini belih. Oboji so živeli v javnem stanovanjskem objektu v bližini oporišča.
Polkovnik Selway je podčastnike izločil iz njihovega kluba in ga spremenil v drugi častniški klub. Nato je vse belo osebje razvrstil med kadre, vse Afroameričane pa med pripravnike. En častniški klub je postal kadrovski klub. Stari podčastniški klub, ki so ga nemudoma hudomušno poimenovali »koča strica Toma« (Uncle Tom's Cabin), je postal častniški pripravniški klub. Vsaj štirje pripravniki so kot bojni piloti leteli v bojih v Evropi in imeli približno štiri leta služenja. Štirje drugi so zaključili usposabljanje za pilote, bombardirje in navigatorje in so bili morda edini trikratno usposobljeni častniki v celotnem Zračnem korpusu. Več tuskegeejskih letalcev je do tega časa opravilo več kot 900 ur letenja. Kljub temu so bili po naročilu polkovnika Selwaya pripravniki.
Zunaj oporišča ni bilo nič bolje. Veliko podjetij v Seymourju ne bi služilo Afroameričanom. Krajevna pralnica ni hotela oprati njihovega perila, a je rade volje oprala perilo ujetih nemških vojakov.
V začetku aprila 1945 so 118. bazno enoto premestili iz Godman Fielda. Njeno afroameriško osebje je imelo ukaze, ki so določali, da so osnovni kadri in ne pripravniki. 5. aprila so častniki 477. bombniške skupine miroljubno poskušali vstopiti v belski častniški klub. Selwayu je telefonski klic namignil, zato je pomočnika maršala in vodjo namestitve oporišča postavil na vhod, da bi častnikom 477. bombniške skupine preprečil vstop. Slednji, major, jim je ukazal, naj odidejo, njihova imena pa uporabil kot sredstvo za aretacijo, ko so zavrnili. To je bil začetek upora na Freeman Fieldu.
Po uporu na Freeman Fieldu so 616. in 619. bombniško eskadriljo razpustili in vrnjeno 99. lovsko eskadriljo so 22. junija 1945 dodelili 477. bombniški skupini. Posledično so jo preimenovali v 477. sestavljeno skupino. 1. julija 1945 so polkovnika Roberta Selwaya razrešili poveljstva skupine. Zamenjal ga je polkovnik Davis mlajši. Sledilo je popolno čiščenje Selwayevega belega osebja, pri čemer so vsa izpraznjena delovna mesta zasedli afroameriški častniki. Vojna se je končala, preden je 477. sestavljena skupina lahko stopila v boje. 618. bombniško eskadriljo so razpustili 8. oktobra 1945. 13. marca 1946 je skupina dveh eskadrilj, ki sta jo podpirali 602. inženirska eskadrilja (kasneje preimenovana v 602. letalsko inženirsko eskadriljo) ter 118. bazna enota in skupina, prešla v svoje zadnje bivališče, Lockbourne Field. 617. bombniško eskadriljo in 99. lovsko eskadriljo so razpustili 1. julija 1947, kar je končalo 477. sestavljeno skupino. Reorganizirali so jo v 332. lovsko krilo.

### Vojni dosežki
Skupno se je od leta 1941 do 1946 v Tuskegeeju usposobilo 992 pilotov. 355 so jih napotili v tujino, 84 pa jih je izgubilo življenje. Davek je vključeval 68 pilotov, ubitih v bojih ali nesrečah, 12 ubitih med usposabljanjem in nebojnimi misijami in 32 ujetih kot vojnih ujetnikov.
Višje poveljstvo je tuskegeejskim letalcem pripisalo naslednje dosežke:
- 1578 bojnih misij,[78] 1267 za Dvanajsto zračno silo; 311 za Petnajsto zračno silo[79]
- 179 spremljevalnih misij bombnikov,[47] z dobro evidenco zaščite,[76] izguba bombnikov na samo sedmih misijah in skupno le 27, v primerjavi s povprečjem 46 med drugimi skupinami P-51 Petnajste zračne sile.[80]
- 112 sovražnikovih letal uničenih v zraku, dodatnih 150 na tleh[47] in 148 poškodovanih. To je vključevalo tri sestreljene reaktivne lovce Me 262
- 950 uničenih vagonov, tovornjakov in drugih motornih vozil (več kot 600 vagonov[47])
- en torpedni čoln izključen iz boja. TA22 je bila italijanska vojaška ladja iz obdobja 1. svetovne vojne (Giuseppe Missori), ki so jo zasegli Nemci in dali v uporabo. Tuskegeejski letalci so jo napadli 25. junija 1944 in tako močno poškodovali, da je niso nikoli popravili. Izključili so jo 8. novembra 1944 in dokončno potopili 5. februarja 1945.[81][82]
- 40 čolnov in bark uničenih[47]

Priznanja in odlikovanja:
- tri odlične navedbe enote
  - 99. zasledovalna eskadrilja: 30. maj – 11. junij 1943, za boje nad Sicilijo[navedi vir][79]
  - 99. lovska eskarilja: 12. – 14. maj 1944: za uspešne zračne napade na Monte Cassino, Italija. Prvi dve odlični navedbi enote, ki ju je prejela 99. lovska eskadrilja, so podelili skupinam, ki jim je bila eskadrilja pridružena. Takrat, ko je skupina prejela čast, so jo delili z eskadriljami, ki so ji bile dodeljene ali pridružene.[navedi vir]
  - 332. lovska skupina (in njene 99., 100. in 301. lovska eskadrilja): 24. marec 1945: za misijo spremstva bombnikov v Berlin, med katero so piloti 100. lovske eskadrilje sestrelili tri sovražna reaktivna letala Me 262. 302. lovska eskadrilja tega priznanja ni prejela, saj so jo razpustili 6. marca 1945.[navedi vir]
- vsaj ena srebrna zvezda[navedi vir]
- 96 križcev za letalske zasluge 95-im letalcem. Stotnik William A. Campbell ga je prejel dvakrat.[83][84]
- 14 bronastih zvezd[navedi vir]
- 744 zračnih medalj[navedi vir]
- vsaj 60 vijoličnih src[85]

#### Polemika glede rekorda spremstva
Med vojno 24. marca 1945 je časopis Chicago Defender pod naslovom 332. opravila svojo 200-to misijo brez izgub objavil, da še noben bombnik v spremstvu tuskegeejskih letalcev v sovražnem ognju ni bil izgubljen. Članek je temeljil na informacijah, ki jih je posredovala Petnajsta zračna sila.
Ta izjava se je ponavljala več let in je niso javno izpodbijali, deloma zato, ker so bila poročila o misiji tajna še nekaj let po vojni. Leta 2004 je William Holton, zgodovinar za Tuskegee Airmen Incorporated, izvedel raziskavo poročil o vojnih akcijah.
Alan L. Gropman, profesor na Nacionalni univerzi za obrambo (NDU), je oporekal začetnim zavračanjem mita o neizgubah in dejal, da je raziskal več kot 200 poročil o misijah tuskegeejskih letalcev in ugotovil, da noben bombnik zaradi sovražnikovih lovcev ni bil izgubljen. Dr. Daniel Haulman iz Zgodovinske raziskovalne agencije Vojnega letalstva (AFHRA) je leta 2006 in v začetku leta 2007 izvedel ponovno oceno zgodovine enote. Njegovo poznejše poročilo, ki je temeljilo na poročilih po misiji, ki so jih predložile tako bombniške enote kot tuskegeejske lovske skupine, kot tudi na manjkajočih zapisih letalskih posadk in pričevanjih prič, je dokumentiralo 25 bombnikov, ki so jih sestrelila sovražna lovska letala med spremstvom tuskegeejskih letalcev.
V naslednjem članku The Tuskegee Airmen and the Never Lost a Bomber Myth, objavljenem v reviji Alabama Review in tudi pri neodvisni založbi NewSouth Books kot e-knjiga ter vključen v obsežnejšo raziskavo o napačnih predstavah o tuskegeejskih letalcih, ki jo je objavila AFHRA julija 2013, je Haulman dokumentiral 27 bombnikov, ki so jih sestrelila sovražna letala med spremstvom 332. lovske skupine. Ta skupni znesek je vključeval 15 bombnikov B-17 iz 483. bombniške skupine, ki so jih sestrelili med posebej divjo zračno bitko z ocenjenimi 300 nemškimi lovci 18. julija 1944, kjer je bilo sestreljeno devet sovražnih letal in so podelili pet križcev za letalske zasluge članom 332. lovske skupine.
Od 179 spremljevalnih misij bombnikov, ki jih je 332. lovska skupina letela za Petnajsto zračno silo, se je skupina srečala s sovražnimi letali na 35-ih od teh misij in izgubila bombnike zaradi sovražnih letal samo na sedmih, skupno število izgubljenih bombnikov pa je bilo 27. Za primerjavo, povprečno število bombnikov, ki so jih izgubile druge lovske skupine P-51 Petnajste zračne sile v istem obdobju, je bilo 46.
Zgodovinski zapisi kažejo več primerov izgub lovske skupine. Poročilo o misiji navaja, da je 26. julija 1944: »En B-24 viden, kako spiralno izstopa iz formacije v T/A [ciljno območje (target area)] po napadu E/A [sovražnega letala (enemy aircraft)]. Nobenih padal ni videti, da bi se odprla.« Za križec za letalske zasluge, ki so ga podelili polkovniku Davisu mlajšemu za misijo 9. junija 1944, so zapisali, da je »tako spretno razpolagal s svojimi eskadriljami, da je kljub velikemu številu sovražnih lovcev bombniška formacija utrpela le nekaj izgub.«
William Hugo Holloman je po poročanju Timesa dejal, da je njegov pregled zapisov potrdil, da so bili bombniki izgubljeni. Holloman je bil član Tuskegee Airmen Inc., skupine preživelih tuskegeejskih pilotov in njihovih podpornikov, ki je tudi poučeval temnopolte študije na Univerzi Washingtona in predsedoval odboru za zgodovino letalcev. Po poročilu Vojnega letalstva 28. marca 2007 je bilo nekaj bombnikov pod zaščito 332. lovske skupine celo sestreljenih na dan objave članka v Chicago Defenderju. Poročila o misiji pa skupini pripisujejo zasluge, da v obdobju šestih mesecev med septembrom 1944 in marcem 1945 ni izgubila bombnika na spremljevalni misiji, čeprav je bilo stikov z Luftwaffe veliko manj kot prej.
- Štabni narednik William Handy »Bill« Accoo..., vodja posadke v 99. lovski eskadrilji 332. lovske skupine Petnajste zračne sile, z milom in vodo pere lovsko letalo P-51 Mustang svojega pilota, preden ga povoska, da mu zagotovi večjo hitrost, Letališče Ramitelli, Apulija, Italija, september 1944
- Tuskegeejski letalec stotnik Wendell Oliver Pruitt (levo) s svojim vodjem posadke štabnim narednikom Samuelom W. Jacobsom pred svojim letalom P-51C »Alice-Jo« #73, Letališče Ramitelli, november 1944
- Poročnik Lee Andrew »Buddy« Archer mlajši (desno) pred svojim letalom P-51C-10-NT »Ina The Macon Belle« #72
- Lena Horne s tuskegeejskimi letalci, 1. januar 1945

### Povojna leta
V nasprotju z negativnimi napovedmi z nekaterih strani so bili tuskegeejski letalci eni izmed najboljših pilotov v Vojnem letalstvu Kopenske vojske zaradi kombinacije predvojnih izkušenj in osebne zagnanosti tistih, ki so jih sprejeli na usposabljanje. Kljub temu so se morali tuskegeejski letalci še naprej boriti proti rasizmu. Njihov bojni dosežek je veliko prispeval k utišanju tistih, ki so bili neposredno vpleteni v skupino, vendar so druge enote še naprej nadlegovale te letalce.
332. lovsko skupino so ponovno aktivirali leta 1947 v Lockbourne Air Force Base  kot operativno komponento 332. lovskega krila s poveljnikom polkovnikom Davisom mlajšim. Skupino so dokončno deaktivirali leta 1949 kot del načrta Vojnega letalstva za doseganje rasne integracije. Njene operativne eskadrilje so dodelili neposredno krilu kot del reorganizacije trinamenske enote Vojnega letalstva.
Maja 1949 se je 332. lovska skupina udeležila letnega ameriškega celinskega strelskega srečanja v Las Vegasu v Nevadi. Tekmovanje je obsegalo streljanje zračnih tarč, streljanje tarč na tleh in metanje bomb na tarče. Z letenjem z letalom dolgega dosega Republic P-47N Thunderbolt (zgrajenim za spremljevalno misijo dolgega dosega na tihomorskem prizorišču 2. svetovne vojne) je 332. lovsko krilo zasedlo prvo mesto v razredu konvencionalnih lovcev. Piloti so bili stotnik Alva Temple, poročniki Harry Stewart mlajši, James H. Harvey III. in Halbert Leo Alexander. Štabni narednik Buford Alvin Johnson (30. avgust 1927 – 15. april 2017) je služil kot vodja pilotske letalske posadke. Poročnik Harvey je rekel: »Imeli smo popoln rezultat. Tri misije, dve bombi na letalo. Ničesar nismo ugibali, bili smo dobri.« Prejeli so čestitke guvernerja Ohia in poveljnikov Vojnega letalstva iz cele države. To je bilo uvodno ekipno tekmovanje »Top Gun«.
Potem ko je leta 1948 predsednik Harry S. Truman z Izvršilnim ukazom 9981 ukinil segregacijo v vojski, je nastalo veliko povpraševanje za veterane tuskegeejskih letalcev v Vojnem letalstvu, na novo ustanovljenem kot samostojna veja Oboroženih sil. Nekateri so poučevali v civilnih letalskih šolah, kot je bila na primer Columbia Air Center v Croomu v Marylandu v lasti temnopoltih. 11. maja 1949 so objavili pismo Air Force Letter 35.3, ki je zahtevalo, da se temnopolte letalce pregleda za prerazporeditev v prej popolnoma bele enote glede na kvalifikacije.
Tuskegeejski letalci so bili ključni pri povojnem razvoju letalstva. Edward A. Gibbs je bil civilni inštruktor letenja v ameriškem letalskem kadetskem programu v Tuskegeeju med njegovo ustanovitvijo. Kasneje je postal ustanovitelj združenja Negro Airmen International, kateremu se je pridružilo veliko letalcev. General Vojnega letalstva Daniel »Chappie« James mlajši (tedaj poročnik) je bil inštruktor 99. zasledovalne eskadrilje in kasneje lovski pilot v Evropi. 1. septembra 1975 je kot prvi Afroameričan dosegel čin generala s štirimi zvezdicami. Povojni poveljnik na novo aktivirane 99. lovske eskadrilje Marion Raymond »Rodge« Rodgers je nadaljeval delo v komunikacijah za NORAD in kot programski razvijalec za odpravo Apollo 13.
Leta 2005 je sedem tuskegeejskih letalcev, med njimi podpolkovnik Herbert Eugene Carter, polkovnik Charles Edward McGee, zgodovinar skupin Ted Johnson in podpolkovnik Lee Archer, odletelo v Balad v Iraku, da bi govorilo z aktivnimi letalci, ki so služili v tedanji inkarnaciji 332. lovske skupine, na novo aktivirane leta 1998 kot 332. zračna ekspedicijska skupina in je postala del 332. zračnega ekspedicijskega krila. »Ta skupina predstavlja povezavo med 'največjo generacijo' letalcev in 'najnovejšo generacijo' letalcev,« je povedal generalpodpolkovnik Walter E. Buchanan III., poveljnik Devete letalske sile in Centralnega poveljstva Vojnega letalstva ZDA (USCENTAF).
Od leta 2008 nihče ni vedel, koliko od prvotnih 996 pilotov in približno 16.000 kopenskega osebja je bilo še živih. Avgusta 2019 je 14 dokumentiranih prvotnih preživelih članov tuskegeejskih letalcev sodelovalo na letni Konvenciji tuskegeejskih letalcev, ki jo gosti Tuskegee Airmen, Inc.
Willie Rogers, eden zadnjih preživelih članov prvotnih tuskegeejskih letalcev, je umrl v starosti 101 leta 18. novembra 2016 v St. Petersburgu na Floridi po možganski kapi. Rogersa so leta 1942 vpoklicali v vojsko in je bil del 100. oddelka letalskih inženirjev. Služil je tudi z Rdečerepimi angeli. Na misiji v Italiji januarja 1943 so ga nemški vojaki med bojem ranili – ustrelili so ga v trebuh in nogo. Leta 2007 je predsednik George Walker Bush podelil kongresno zlato medaljo 300 preživelim tuskegeejskim letalcem, vendar Rogers ni bil prisoten. Medaljo so mu podelili leta 2013, potem ko je razkril svojo prej nerazkrito vpletenost. Njegov pastor, prečasni Irby, je dejal, da je bil Rogers »strasten ustni zgodovinar.«
Stotnik Lawrence E. Dickson, star 24 let, je v času med 28. majem 1944 in 4. majem 1945 izginil med letenjem z lovcem P-51 Mustang z vzdevkom »Peggin«. Dva dni pred božičem 23. decembra 1944 je kot vodja skupaj z dvema P-51 spremljal izvidniški let v Prago iz oporišča Ramitelli v Italiji. Bil je na svoji 68. misiji in je prej prejel križec za letalske zasluge. 27. julija 2018 so njegove posmrtne ostanke, ki so jih leto prej našli v južni Avstriji, dokončno identificirali in potrdili njegovi hčerki Marli L. Andrews – med njimi je bil tudi prstan, na katerem je bil napis njene matere njenemu očetu (»P.D. 💘 L.E.D. 5-31-43«) in datiran leta 1943 kot njegov 23-i rojstni dan. Dan pred objavo je njegov spremljevalec podporočnik Robert L. Martin umrl pri 99-ih letih v Olympia Fieldsu, Illinois. Dicksonova žena Phyllis Constance Maillard je umrla 28. decembra 2017 pri 96-ih letih. Trupel 26 drugih tuskegeejskih letalcev, ki so izginili med 2. svetovno vojno, še vedno niso našli.
21. junija 2019 je podpolkovnik Robert Jones Friend, eden od dvanajstih preostalih tuskegeejskih letalcev v tistem času, umrl v Long Beachu v Kaliforniji v starosti 99 let. V 2. svetovni vojni je opravil 142 bojnih misij kot del elitne skupine lovskih pilotov, ki so se usposabljali na Inštitutu Tuskegee v Alabami. V Letalskem muzeju Palm Springs so 6. julija organizirali javni ogled in spominsko svečanost. Govoril je o svojih izkušnjah v številnih različnih dogodkih pred svojo smrtjo, na primer v »Projektu hvaležnosti« Osnovne šole Johna Murdyja v Garden Groveu.
16. januarja 2022 je brigadni general Charles Edward McGee umrl v spanju v starosti 102 let. Njegova vojaška pot je trajala 30 let, v katerih je opravil 409 bojnih misij v 2. svetovni vojni, korejski in vietnamski vojni.
- Rdeči repi še naprej letijo v 99. eskadrilji za letalsko usposabljanje v oporišču Randolph Air Force Base v čast tuskegeejskim letalcem
- Kongresno zlato medaljo je predsednik George Walker Bush 29. marca 2007 skupno podelil približno 300 tuskegeejskim letalcem ali njihovim vdovam v Rotundi ameriškega Kapitola v Washingtonu
- Brigadni general Charles Edward McGee, ki mu predsednik Donald Trump izkazuje čast v govoru o stanju v Uniji leta 2020, z njegovim pravnukom Iainom Lanphierjem na levi in drugo damo Karen Pence na desni

## Zapuščina in časti
29. marca 2007 so tuskegeejski letalci kolektivno prejeli kongresno zlato medaljo na slovesnosti v Rotundi ameriškega Kapitola. Medalja je trenutno na ogled v Smithsonovi ustanovi. Letališče, kjer so se usposabljali letalci, je zdaj Nacionalno zgodovinsko mesto tuskegeejskih letalcev.
Thurgood Marshall, bodoči sodnik Vrhovnega sodišča, je začel zagovarjati tuskegeejske bombniške pripravnike. 477. bombniško skupino so ustanovili leta 1944, da bi razširili tako imenovani »eksperiment Tuskegee«, tako da so temnopoltim letalcem omogočili služenje v bombniških posadkah. Namen je bil poslati pilote – mnogi med njimi so bili veterani prvotne tuskegeejske lovske skupine – nazaj v ZDA na urjenje na bombnikih B-25. Medtem ko so bili v Indiani, so nekatere afroameriške častnike aretirali in obtožili upora, potem ko so vstopili v klub izključno belih častnikov. Marshall, takrat mlad odvetnik, je zastopal 100 temnopoltih častnikov, ki so zaradi soočenja pristali v zaporu. Može so kmalu izpustili (čeprav so enega kasneje obsodili zaradi nasilnega vedenja in denarno kaznovali).
Robert W. Williams mlajši, navigator/bombardir v 477. bombniški skupini, je postal sodnik v prvem sodnem okrožju, v Pensilvanski zvezi. Leta 1979 so ga izvolili na sodišče Zveze, prizivno sodišče, in je kot prvi Afroameričan služboval na tem sodišču. Leta 1985 je zapustil sodišče, da bi kandidiral za okrožnega tožilca Okrožja Filadelfija. Bil je prvi Afroameričan, ki je uspešno postal mestni kandidat za to funkcijo.
Drugi člani tuskegeejskih letalcev so prispevali v poslovnem svetu. Eugene Winslow je ustanovil založbo Afro-Am Publishing v Chicagu, Illinois, ki je leta 1963 izdala delo Great Negroes Past and Present.
Daniel »Chappie« James mlajši je svojo kariero začel v zgodnjih 1940-ih v Tuskegeeju in se julija 1943 pridružil Zračnemu korpusu Kopenske vojske. Po koncu vojne je ostal v Vojnem letalstvu in letel na misijah v Koreji in Vietnamu. Leta 1969 so ga imenovali za poveljnika Wheelus Air Base zunaj Tripolija.
Štirje tuskegeejski letalci so postali generali. Ker je pred Gadafijevimi vojaki ostal miren, je Jamesa predsednik Richard Nixon 1. julija 1970 imenoval za brigadnega generala. Vendar pa ni bil edini tuskegeejski diplomant, ki je prejel tako visoki čin. James je šel po stopinjah Benjamina Oliverja Davisa mlajšega, prvotnega poveljnika 332. lovske skupine in prvega temnopoltega brigadnega generala v Vojnem letalstvu ZDA od leta 1954. Še en tuskegeejski letalec, Lucius Theus, se je upokojil kot tretji temnopolti generalmajor v Vojnem letalstvu za Davisom mlajšim in Jamesom, potem ko je večino svoje 36-letne kariere v Vojnem letalstvu posvetil izboljšanju vojaške birokracije in pomagal uvesti sistem neposrednega depozita za pripadnike vojske. Leta 2019, ko je bil star 100 let, so polkovnika Charlesa Edwarda McGeeja povišali v častnega brigadnega generala.
Leta 2006 sta kalifornijski kongresnik Adam Schiff in missourski kongresnik William Lacy Clay mlajši vodila pobudo za izdelavo priložnostne poštne znamke v čast tuskegeejskih letalcev.
99. eskadrilja za usposabljanje letenja leti z letali T-1A Jayhawk in je v čast tuskegeejskim letalcem pobarvala vrhove repov svojih letal rdeče. 1. avgusta 2008 so Camp Creek Parkway, del Državne ceste 6 v južnem Okrožju Fulton in v mestu East Point blizu Atlante v Georgii, uradno preimenovali v čast tuskegeejskih letalcev. Cesta je avtocesta, ki služi kot glavna arterija do Mednarodnega letališča Hartsfield-Jackson Atlanta.
Zgodovinski center Heinz v Pittsburghu je podelil nagrado več tuskegeejskim veteranom iz Zahodne Pensilvanije, prav tako pa je predmestni Sewickley v Pensilvaniji posvetil spomenik sedmim iz te občine. Na Mednarodnem letališču Pittsburgh v dvorani A so postavili razstavo.
9. decembra 2008 so tuskegeejske letalce povabili na inavguracijo Baracka Obame, prvega Afroameričana, izvoljenega za predsednika. Upokojeni poročnik William Broadwater, 82 let, iz Upper Marlbora, Maryland, tuskegeejski letalec, je povzel občutek. »Vrhunec naših in drugih prizadevanj je bila ta velika nagrada, ki smo jo prejeli 4. novembra. Zdaj se počutimo, kot da smo izpolnili svojo misijo.« Več kot 180 letalcev se je udeležilo inavguracije 20. januarja 2009.
Julija 2009 je 15-letna Kimberly Anyadike postala najmlajša afroameriška pilotka, ki je opravila čezcelinski let prek ZDA. Tuskegeejske letalce je navedla kot enega svojih največjih navdihov, na potovanju pa jo je spremljal 87-letni nekdanji tuskegeejski letalec Levi Thornhill.
Spomenik tuskegeejskim letalcem so postavili na Walterboro Army Airfield v Južni Karolini v čast tuskegeejskih letalcev, njihovim inštruktorjem in kopenskemu podpornemu osebju, ki so se urili na Walterboro Army Airfield med 2. svetovno vojno. Mesto West Covina v Kaliforniji se je na Paradi vrtnic leta 2010 poklonilo »službi in zavzetosti tuskegeejskih letalcev« s ploščadjo z imenom »Tuskegeejski letalci-A Cut Above«, ki prikazuje velikega beloglavega orla, dve repliki lovskega letala »Rdeči rep« iz 2. svetovne vojne in zgodovinske podobe nekaterih letalcev, ki so služili. Ploščad je osvojila županovo trofejo kot najbolj izjemen mestni nastop – nacionalni ali mednarodni.
Junija 1998 sta Vojska Ohia in Zračna nacionalna garda odprli skupno jedilnico. Novo restavracijo, imenovano »Jedilnica Rdeči rep« (Red Tail Dining Facility), so posvetili tuskegeejskim letalcem. Objekt deluje v oporišču Rickenbacker Air National Guard Base zunaj Columbusa, Ohio.
Leta 2008 so tuskegeejske letalce sprejeli v Mednarodno dvorano slavnih letalstva in vesolja v Muzeju letalstva in vesolja San Diego.
Januarja 2012 je podjetje MTA Regional Bus Operations uradno spremenilo ime svoje avtobusne garaže na 100. ulici v New Yorku v Garaža tuskegeejskih letalcev. Leta 2012 je George Lucas produciral film Rdeči repi (Red Tails), ki temelji na izkušnjah tuskegeejskih letalcev.
Leta 2012 je Neodvisno šolsko okrožje Aldine v Okrožju Harris v Teksasu poimenovalo Srednjo šolo Benjamina O. Davisa v čast Benjamina Oliverja Davisa mlajšega.
16. septembra 2019 je Vojno letalstvo zmagovalno letalo Programa T-X za novi dvosedežni reaktivni trenažer uradno poimenovalo »T-7A Red Hawk« (Rdeči sokol) kot poklon tuskegeejskim letalcem, ki so repe svojih letal pobarvali rdeče, in letalu Curtiss P-40 Warhawk, enemu od letal s katerim so leteli tuskegeejski letalci.
2. februarja 2020 je Charles Edward McGee za začetno metanje kovanca v Super Bowlu LIV med moštvoma Kansas City Chiefs in San Francisco 49ers prinesel spominski kovanec. Liga NFL ga je pozvala, naj skupaj z drugimi tremi vojnimi veterani sodeluje v počastitev njihove vojaške dediščine in 100. obletnice NFL kot profesionalne nogometne lige.
4. januarja 2021 je ameriška kovnica izdala zadnji, 56-i četrt dolarja čudovite Amerike (America the Beautiful quarter) v spomin na Nacionalno zgodovinsko mesto tuskegeejskih letalcev. Na zadnji strani kovanca je upodobljen tuskegeejski letalec, ki se oblači za zračno bitko, z nadzornim stolpom Moton Fielda v ozadju. Dve letali P-51 Mustang letita nad njegovo glavo, na vrhu pa je zapisan moto »Borili so se v dveh vojnah«.
25. aprila 2021 je voznik Serije pokala NASCAR Erik Jones počastil letalce s shemo barve na motošportnem kompleksu Talladega Superspeedway, ki je podobna zasnovi letala P-51 Mustang, s katerim so leteli v 2. svetovni vojni. Jones je na dirki vodil 7 krogov, a je v zadnjem krogu trčil, ko je bil četrti, in se je moral zadovoljiti s 27-im mestom.

## Umetniške upodobitve
Rdeči repi spremljajo letala B17 (Red Tails Escorting the B17s), akvarel Kay Smith je v zbirki Vojaškega muzeja in knjižnice Pritzker v Chicagu.
V zahodni Filadelfiji, Pensilvanija na križišču med Južno 39-to ulico in Ulico Chestnut obstaja freska Marcusa Akinlane, ki prikazuje tuskegeejske letalce in njihove prispevke, končana 31. julija 2018.
Tuskegeejski letalci (Tuskegee Airmen), akvarelna poslikava Andrewa J. Woodstocka je trenutno na ogled v letalskem muzeju in zabaviščnem parku Air Zoo v Portageu v Michiganu.

## V popularni kulturi
- Krila za tega moža (Wings for This Man, 1945), kratki propagandni film o tuskegeejskih letalcih, je producirala produkcijska enota First Motion Picture Unit Vojnega letalstva Kopenske vojske. Pripovedoval je Ronald Reagan.
- Zgodbo o enem takem letalcu in 332. lovski skupini so ponovno pripovedali v radijski drami »Zadnje pismo domov« (Last Letter Home), ki jo je leta 1949 predstavil tedenski radijski program Destination Freedom na tedanjem chicaškem radiu WMAQ.[141]
- »Pokopališče« (Graveyard), 15. epizoda 3. sezone televizijske dramske nadaljevanke Twelve O'Clock High (1966), v kateri igrajo Ossie Davis, Jon Voight, Lloyd Haynes.[142]
- The Homestead Grays (1978), vojni roman Jamesa Wylieja, ki temelji na bojnih podvigih 99. zasledovalne eskadrilje in 332. lovske skupine.
- Tuskegeejski letalci (The Tuskegee Airmen, 1995), film v katerem igra Laurence Fishburne, je produciralo in predvajalo televizijsko omrežje HBO.
- Tuskegeejski letalci (1997) so predstavljeni v seriji akcijskih figur G.I. Joe.[143]
- The Wild Blue: The Men and Boys who Flew the B-24s over Germany (2001), knjiga Stephena Edwarda Ambrosea, opisuje tuskegeejske letalce v poklon njihovim dosežkom.[144]
- Srebrna krila in državljanske pravice: Boj za letenje (Silver Wings & Civil Rights: The Fight to Fly, 2004) je dokumentarni film, prvi film, ki je vseboval informacije o »uporu na Freeman Fieldu«, boju 101 afroameriških častnikov, aretiranih zaradi vstopa v klub belih častnikov.[145]
- »Tuskegeejski letalci« (The Tuskegee Airmen), epizodo dokumentarne televizijske nadaljevanke Zračni boji (Dogfights) so prvotno predvajali na History Channel 6. decembra 2007.
- Prerojeni Rdeči rep (Red Tail Reborn, 2007) je dokumentarni film o Projektu Red Tail neprofitne organizacije Commemorative Air Force o prenovi letala, s katerim so leteli tuskegeejski letalci, in o njegovi uporabi kot spomin na letenje.
- Noč v muzeju: Noč v muzeju: bitka pri Smithsonianu (Night at the Museum: Battle of the Smithsonian]], 2009) prikazuje tuskegeejske letalce. Eden od letalcev, ki ga igra Keith Powell, pripoveduje o dejavnostih skupine s hudomušnim glasom (»Tuskegeejski letalci so spet na pohodu!«). Še en izmed letalcev (Craig Phillip Robinson) pravi Amelii Earhart (Amy Adams): »Veliko ljudi si tudi ni mislilo, da bi lahko leteli ... hvala, da si nam sprostila vzletno-pristajalno stezo.«[navedi vir]
- Rdeči repi (Red Tails) je film o tuskegeejskih letalcih, ki ga je produciralo produkcijsko podjetje Lucasfilm in izdalo januarja 2012. Scenarij zanj sta napisala John Ridley in Aaron McGruder, režiral pa ga je Anthony Hemingway.[129]
- Črni angeli nad Tuskegeejem (Black Angels Over Tuskegee, 2015), off-broadwayska gledališka igra o letalcih, ki jo je napisal in režiral Layon Gray, trenutno igra v New Yorku.

## Slike eskadrilj
- Ščitek 99. lovske ekskadrilje
- Ščitek 100. lovske ekskadrilje
- Ščitek 301. lovske ekskadrilje
- Ščitek 302. lovske ekskadrilje

## Drugi projekti
- Predstavnosti o temi tuskegeejski letalci v Wikimedijini zbirki